# Jean-Michel Atlan
Jean-Michel Atlan (ur. 23 stycznia 1913 w Konstantynie, zm. 12 lutego 1960 w Paryżu) – francuski artysta i malarz.
Urodził się w Konstantynie w Algierii, a w 1930 przeprowadził do Paryża. Studiował filozofię na Sorbonie. Zaczynał jako malarz samouk w 1941 roku. W 1942 został aresztowany za żydowskie pochodzenie i polityczną aktywność. Powołując się na chorobę umysłową uniknął obozu koncentracyjnego i trafił do Szpitala Świętej Anny. W roku 1944 opublikował mały tomik poezji, który po raz pierwszy został zaprezentowany w Gallerie Arc en Ciel. Dwa lata później spotkał Asgera Jorna i wstąpił do stowarzyszenia artystów CoBrA. Jego studio stało się miejscem spotkań członków stowarzyszenia w Paryżu.
W 1955 jego prace zostały wystawione w Gallerie Carpenter. Dwa jego dzieła, dzięki którym jest znany to Le Kahena i Composition.
Zmarł w Paryżu, a jego ciało pochowano na cmentarzu Montparnasse.